# 경학사
경학사(耕學社)는 한국의 독립운동단체이다.

## 설립
경학사는 1911년 4월 이회영, 이시영, 이동녕, 이상룡 등이 중심이 되어 만주 서간도 유하현(柳河縣) 삼원보 추가가에서 조직한 민단적 성격을 띤 항일 자치 단체이다. 부설 기관으로 신흥강습소(新興講習所)를 설립했다.

## 해체
그러나 1912~13년에 걸친 흉작으로 인한 운영난으로 1914년 해산하였다. 이후 부민단(扶民團)으로 계승되었다.

## 같이 보기
- 부민단
- 한족회
- 서로군정서
- 신흥무관학교